# Schlacht bei der Insel May
Als Schlacht bei der Insel May (engl.: Battle of May Island) wird ein schwerer Schiffsunfall der britischen Royal Navy im Firth of Forth bezeichnet. In der Nacht vom 31. Januar auf den 1. Februar 1918 kollidierten in der schottischen Förde mehrere U-Boote der K-Klasse untereinander und mit Überwasserschiffen, wobei viele Seeleute den Tod fanden, zwei Unterseeboote sanken und mehrere Unter- und Überwasserkriegsschiffe beschädigt wurden.

## Ablauf

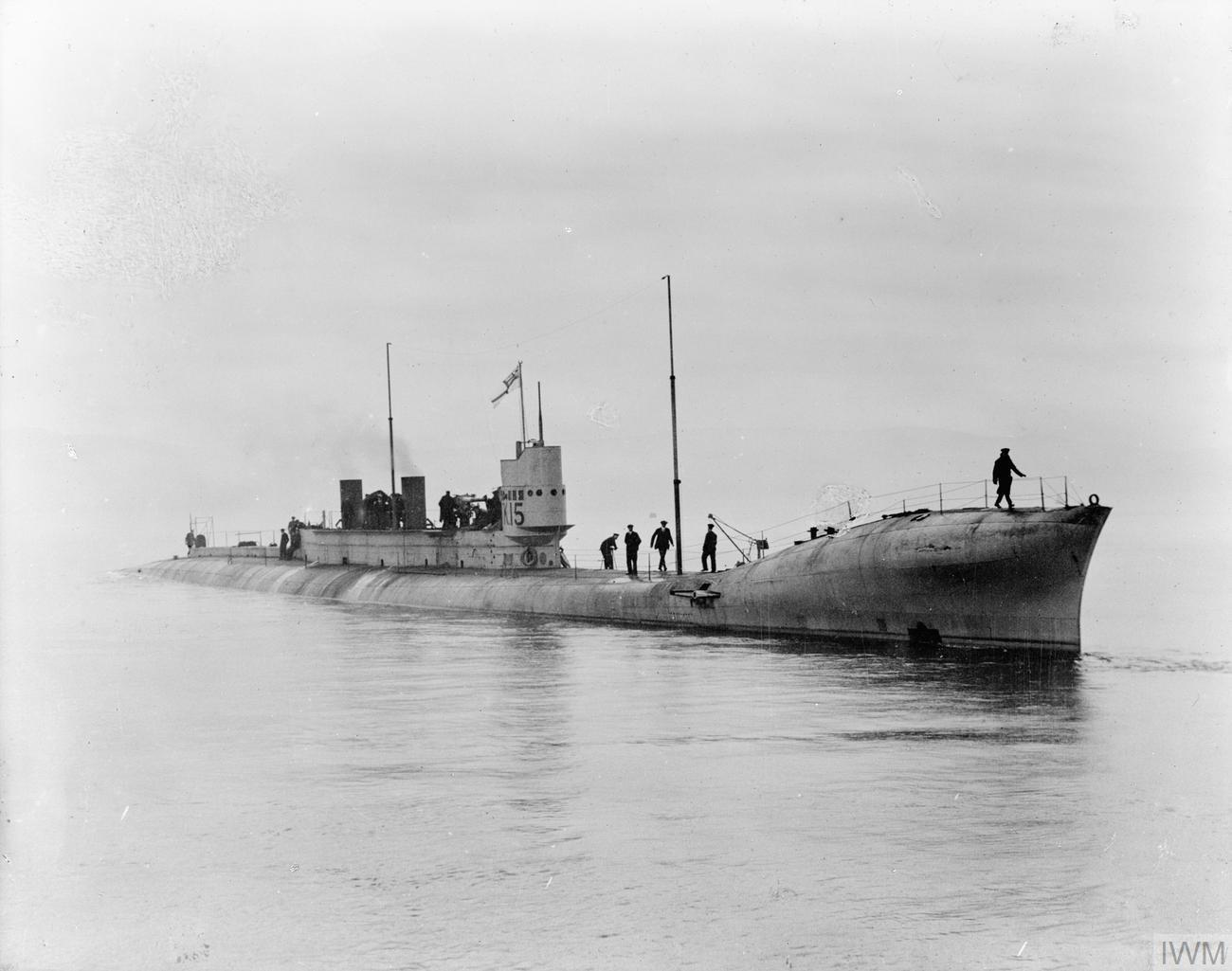
U-Boot der K-Klasse

Am Abend des 31. Januar 1918 verließ eine Einsatzgruppe von ca. 40 Schiffen die schottische Marinebasis Rosyth. Die Kriegsschiffe sollten sich am nächsten Tag mit weiteren Verbänden aus Scapa Flow vereinigen. Ziel des streng geheimen Einsatzes war eine als Operation E.C.1 bezeichnete groß angelegte Übungsmission der Home Fleet.
Die aus Rosyth auslaufende Flotte bestand unter anderem aus dem 5. Schlachtgeschwader (5th Battle Squadron) mit drei Schlachtschiffen und eskortierenden Zerstörern, dem 2. Schlachtkreuzergeschwader (2nd Battlecruiser Squadron) mit vier Schlachtkreuzern und Geleitschiffen, zwei weiteren Kreuzern und den jeweils von einem Leichten Kreuzer geführten 12. und 13. U-Boot-Flottillen.
Zur von der Fearless geführten 12. U-Boot-Flottille gehörten die Boote K3, K4, K6 und K7.
Die U-Boote K11, K12, K14, K17 und K22 bildeten gemeinsam mit ihrem Führungsschiff HMS Ithuriel die 13. U-Boot-Flottille.
Gegen 18:30 Uhr lichteten die ersten Einheiten des Verbandes die Anker und verließen die Marinebasis. Die Flotte formierte sich zu einer fast 50 km lange Kette von Schiffen. Aus Furcht vor deutschen U-Boot-Angriffen fuhren die Schiffe verdunkelt mit abgeschwächten Positionslichtern und unter absoluter Funkstille.
Teile der mit sehr hoher Geschwindigkeit laufenden Flotte stießen bei der Insel May auf einen kleinen Verband von britischen Minensuchern und wichen aus. Bei dem Ausweichmanöver verklemmte die Ruderanlage von K14, weshalb das U-Boot aus der Linie ausscherte. K22 folgte den schwachen Positionslichtern seines Führungsschiffes K14 und verließ ungewollt ebenfalls den Verband. Als K14 versuchte, wieder den Kurs der Flotte aufzunehmen, kollidierten die beiden U-Boote, wobei zwei Seeleute getötet wurden. Der im Verband folgende Schlachtkreuzer Inflexible rammte 27 Minuten später den Bug des antriebslos treibenden K22.
Die beiden U-Boote waren die Nachhut der 13. U-Boot-Flottille. Die drei restlichen U-Boote dieser Flottille bemerkten den Unfall und kehrten um, um den havarierten Booten zu helfen. Daher liefen diese Boote auf einem direkten Kollisionskurs zu der im Verband folgenden, aber durch die Funkstille nicht informierten 12. U-Boot-Flottille. Die HMS Fearless rammte K17. Das U-Boot wurde schwer beschädigt und sank in 8 Minuten. In der folgenden Verwirrung lief K6 quer über K4 und zerriss es in zwei Teile. Die Reste von K4 wurden kurz danach von K7 gerammt, sanken in wenigen Augenblicken und zogen die gesamte Besatzung des U-Bootes in die Tiefe.
Wegen der Funkstille wussten auch die nachfolgenden Schiffe nichts von den Kollisionen. Daher fuhr das 5. Schlachtgeschwader mit Volldampf durch das Seegebiet und tötete mehrere Überlebende von K17. Nur 9 Seeleute konnten lebend gerettet werden, von denen einer kurz nach der Rettung seinen Verletzungen erlag.
Die britische Marine verlor innerhalb von 75 Minuten 105 Mann und zwei U-Boote. Vier weitere U-Boote und ein Leichter Kreuzer wurden schwer beschädigt.

## Fazit
Das Debakel vor May Island war von vielen Unfällen der K-Klasse der schwerste. Die U-Boote waren konzipiert, gemeinsam mit schnellen Überwassereinheiten im engen Verband zu operieren. Da mit Dieselmotoren nicht die Geschwindigkeiten damals moderner Überwasserkriegsschiffe erreicht werden konnten, besaßen die Boote als konstruktive Besonderheit einen Dampfturbinenantrieb. Die Boote waren über Wasser sehr schnell, aber aufgrund ihrer Größe schwer zu manövrieren.
Die vielen Kollisions-Unfälle zeigten, dass das Einsatzkonzept von in enger Schlachtlinie fahrenden U-Booten ein totaler Fehlschlag war.
Das „Battle of May Island“ zählt neben den Verlusten der Surcouf (1942, 130 Tote), Thresher (1963, 129 Tote), Kursk (2000, 118 Tote), Scorpion (1968, 99 Tote), Thetis (1939, 99 Tote) und K-129 (1968, 98 Tote) zu den schwersten Unfällen der U-Boot-Geschichte.